# Koko Taylor
Koko Taylor (Condado de Shelby, 28 de setembro de 1928 - Chicago, 3 de junho de 2009), foi uma cantora norte-americana de blues e R&B, popularmente conhecida como "Rainha do Blues". Foi  conhecida inicialmente por seu vocal forte e poderoso e pelo tradicional estilo blues.

## Vida e Carreira
Nascida Cora Walton no condado de Shelby, Tennessee, Taylor era a filha de um meeiro. Ela trocou Memphis por Chicago, Illinois em 1952 com seu marido, o motorista de caminhão, Robert "Pops" Taylor. Nos anos 50, ela começou a cantar em clubes de blues em Chicago. Ela foi selecionada por Willie Dixon em 1962, quem à levou a maiores performances e seu primeiro contrato para gravação. Em 1965, Taylor assinou pela Chess Records onde gravou "Wang dang doodle", uma música escrita por Willie Dixon e gravada por Howlin Wolf cinco anos antes. A música virou um hit, alcançando a quarta posição nas paradas R&B em 1966, e vendendo um milhão de cópias. Taylor gravou algumas versões de "Wang dang doodle" ao passar dos anos, incluindo uma versão ao vivo em 1967 com o gaitista Little Walter e o guitarrista Hound Dog Taylor no American Folk Blues Festival.
Subsequentemente gravou mais algum material, originais e covers, mas nunca repetiu o sucesso inicial.
Taylor Morreu em 3 de junho de 2009, após complicações em uma cirurgia para sangramento gastrointestinal em 19 de maio de 2009. Sua última performance foi no Blues Music Awards em 7 de maio de 2009.

## Discografia
- Love You Like a Woman (Charly Records) - November 30, 1968
- Koko Taylor (MCA/Chess) - 1969
- Basic Soul (Chess Records) - 1972
- South Side Lady (Evidence Records) - 1973
- I Got What It Takes (Alligator)
- Southside Baby (Black and Blue Records) - 1975
- The Earthshaker (Alligator) - 1978
- From The Heart Of A Woman (Alligator) - 1981
- Queen of the Blues (Alligator) - 1985
- An Audience with Koko Taylor (Alligator) - 1987
- Live from Chicago (Alligator) - 1987
- "Wang Dang Doodle" (Huub Records) - 1991
- Jump for Joy (Alligator) - 1992
- Force of Nature (Alligator) - 1993
- Royal Blue (Alligator) - 2000
- Deluxe Edition (Alligator) - 2002
- Old School (Alligator) - 2007